# Desolation Row
Desolation Row – piosenka napisana przez Boba Dylana, którą nagrał w 1965 roku. Utwór wydano na albumie Highway 61 Revisited (1965).
W 2010 roku utwór został sklasyfikowany na 187. miejscu listy 500 utworów wszech czasów czasopisma „Rolling Stone”; w 2004 roku, w oryginalnym zestawieniu pisma, piosenka znalazła się na 185. pozycji.

## Charakterystyka
„Desolation Row” jest prawdopodobnie jednym z najbardziej ponurych i fantasmagorycznych utworów Dylana. Muzyk stworzył wcześniej kilka podobnych kompozycji, jednak w każdym z nich istniała chociażby minimalna szansa odkupienia i wyzwolenia. Ta piosenka nie daje już takiej nadziei. Kompozycja ta wpisuje się w tradycję takich apokaliptycznych dzieł, jak wiersz Lapis lazuli (aut. W.B. Yeats, 1936), Skowyt (aut. Allen Ginsberg, 1956) i tryptyk Ogród rozkoszy ziemskich (aut. Hieronim Bosch, ok. 1500).
Utwór ten jest także groteską. Dylan przekształca legendy naszej kultury w „jałowy sen rozpaczy”. W tym karnawale groteski pojawiają się (oprócz samego Dylana) m.in. takie postacie jak Robin Hood, Albert Einstein, Romeo, Kopciuszek, miłosierny Samarytanin, garbus z Notre Dame, aktorka Bette Davis oraz poeci Ezra Pound i T.S. Eliot.
Postacie te skrywają się we wszystkich ciemnych zakamarkach świata utworu, z którego nie ma ucieczki. Dylan dokonuje absurdalnego zabiegu, łącząc je w dziwaczne pary, jak np. seksofobiczna Ofelia i libertyński dr Filth (tłum. nieczystość), Einstein i zazdrosny mnich (w dyskusji z serii „nauka kontra religia”) itd. Zmienia także charaktery postaci.
Jednym z pewnych autobiograficznych elementów są „pocztówki z wieszania” (postcards of the hanging). 15 czerwca 1920 roku w Duluth (stan Minnesota) tłum białych ludzi zlinczował trzech Afroamerykanów: Eliasa Claytona, Elmera Jacksona i Isaaca McGhie, którzy przybyli do miasta jako pracownicy montujący cyrk John Robinson Show. 14 czerwca, na podstawie oskarżenia przez białego nastolatka, że zgwałcili oni jego dziewczynę, zostali aresztowani, chociaż natychmiast wydało się, że oskarżenie było kłamstwem. Dzień później wyciągnięto ich z więzienia i powieszono. Było wówczas w zwyczaju, że z takich wydarzeń robiono pocztówki, które następnie sprzedawano. Ponieważ dzieciństwo Dylana upłynęło właśnie w okolicy Duluth, zapewne natrafił na jedną z takich pocztówek.

## Historia
Jednym ze źródeł, które wpłynęły na Dylana przy tworzeniu tego utworu, mogła być dawna piosenka „The Clown’s Baby”, która znalazła się w zbiorze Johna A. Lomaxa Songs of the Cattle Trail and Cow Camp z 1919 roku. Jest to najpewniej piosenka pochodzenia amerykańskiego i została przypisana niejakiej Margaret Vandergrift, chociaż zapewne była ona tylko wykonawczynią tej piosenki dla Lomaxa. Kolejnym źródłem może być także powieść Desolation Angels Jacka Kerouaca z 1965 roku.
Dylan skomponował „Desolation Row” i napisał tekst w czasie nagrywania albumu Highway 61 Revisited. Pierwotne wersje utworu z sesji nagraniowej z 2 sierpnia były wersjami elektrycznymi. Gdy wyprodukowano na acetacie kopie oryginalnej wersji albumu, na 9. (ostatniej) pozycji znalazła się właśnie jedna z tych elektrycznych wersji. Dylan wstrzymał publikację albumu i 4 sierpnia zaaranżował w Columbia Studio A (Nowy Jork) dodatkową sesję nagraniową tylko z udziałem gitarzysty Michaela Bloomfielda. Powstało siedem wersji kompozycji, tym razem w wersji akustycznej. Jednak żadna z nich również nie ukazała się na albumie. Ostatecznie utwór, który umieszczono na Highway 61 Revisited (jako 9. ścieżkę), powstał z połączenia fragmentów wersji 6. z 7. z sesji z 4 sierpnia.
W 1965 roku oskarżenia Dylana o porzucenie tworzenia pieśni protestu osiągnęły apogeum. Tymczasem „Desolation Row” jest największym protestem ze wszystkich protest songów w repertuarze Dylana.
W 1966 roku krytyk muzyczny i dziennikarz Nat Hentoff przeprowadził z Dylanem wywiad dla miesięcznika „Playboy” w dość farsowym tonie. Kiedy zapytał muzyka, co zrobiłby, gdyby został wybrany prezydentem, Dylan odparł, że „natychmiast poprawiłby «The Star-Spangled Banner» [hymn Stanów Zjednoczonych «Gwiaździsty sztandar»] i mali uczniowie zamiast zapamiętywania «America the Beautiful», uczyliby się na pamięć «Desolation Row»”.

## Dyskografia
Albumy
- 1965: Highway 61 Revisited
- 1995: MTV Unplugged
- 1998: The Bootleg Series Vol. 4: Bob Dylan Live 1966, The „Royal Albert Hall” Concert
- 2005: The Bootleg Series Vol. 7: No Direction Home: The Soundtrack

## Wersje innych wykonawców

### My Chemical Romance
W 2009 roku amerykański zespół My Chemical Romance, na potrzeby amerykańskiego filmu fantastycznonaukowego Watchmen: Strażnicy (reż. Zack Snyder, 2009), nagrał własną wersję utworu „Desolation Row” Dylana. Jakub Kośla, autor recenzji na stronie muzykafilmowa.pl, napisał o tym coverze: „pozycja «Desolation Row» (…), której poziom jest co najmniej dyskusyjny”.
Listy przebojów
| 2009 | 2009                           | 2009    | 2009   |
| Kraj | Lista                          | Pozycja | Źr.    |
| ---- | ------------------------------ | ------- | ------ |
| GB   | Official Singles Chart Top 100 | 52      | [ 8 ]  |
| US   | Bubbling Under Hot 100 Singles | 7       | [ 9 ]  |
| US   | Alternative Songs              | 20      | [ 10 ] |

### Pozostałe wersje
- 2002: Grateful Dead – Postcards of the Hanging: Grateful Dead Perform the Songs of Bob Dylan
- 2003: Robyn Hitchcock – Robyn Sings
- 2003: Chris Smither – Train Home